# Sanktuarium św. Jakuba Apostoła w Jakubowie

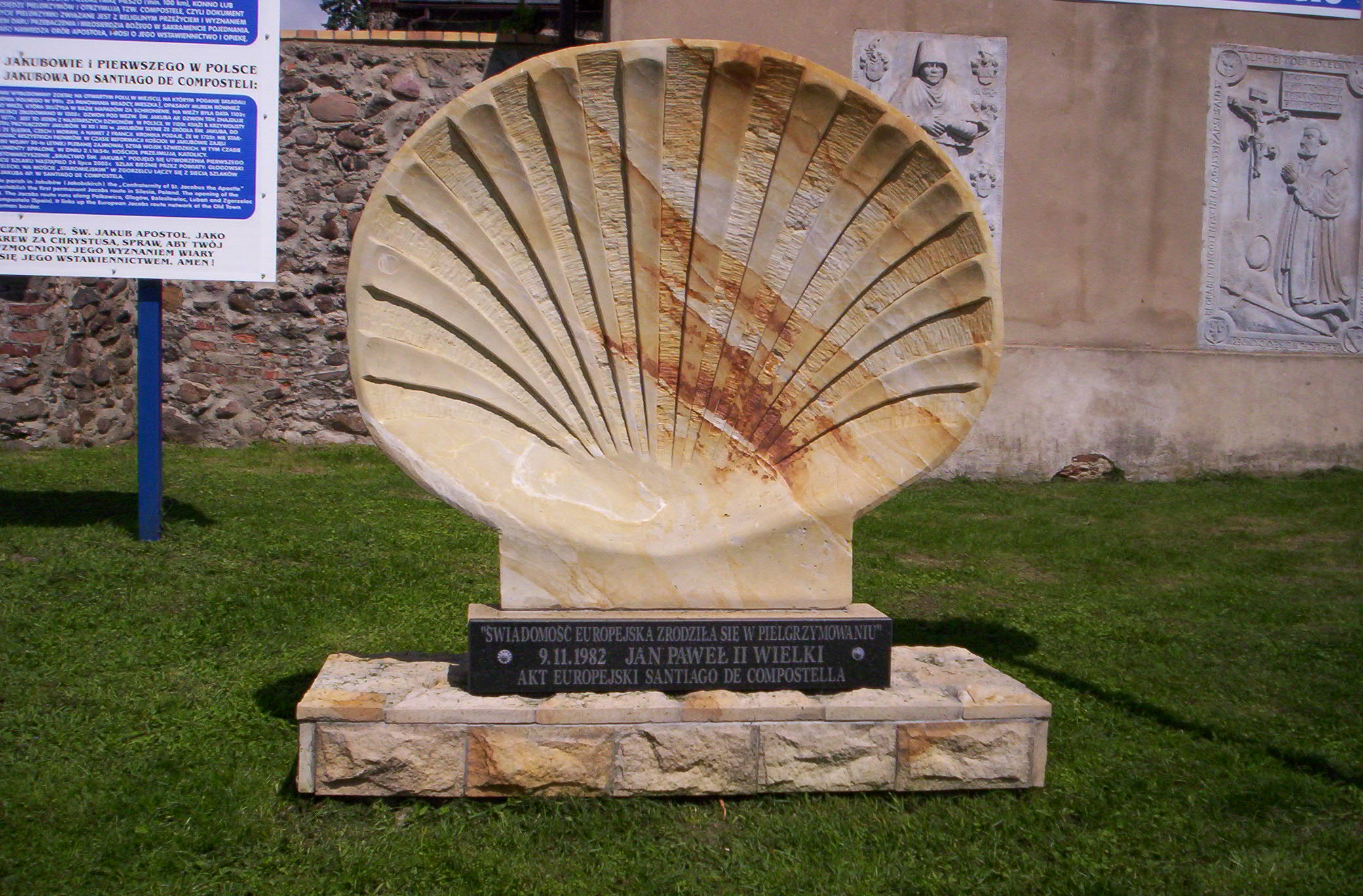
Symbol pielgrzymów. Muszla św. Jakuba.

Sanktuarium św. Jakuba Apostoła – kościół pw. św. Jakuba Apostoła należący do parafii pw. św. Jakuba Apostoła w Jakubowie, dekanatu Głogów – NMP Królowej Polski, diecezji zielonogórsko-gorzowskiej, metropolii szczecińsko-kamieńskiej, zlokalizowany w Jakubowie w gminie Radwanice, powiecie polkowickim w województwie dolnośląskim.
Świątynia w Jakubowie jest jedną z dziesięciu sanktuariów należących do diecezji zielonogórsko-gorzowskiej.
W Jakubowie 13 czerwca 2008 roku obchodzono pierwszą rocznicę powstania sanktuarium św. Jakuba Starszego Apostoła oraz trzecią rocznicę sprowadzenia z Rzymu relikwii patrona. Uroczystościom przewodniczył Jego Eminencja ks. kardynał Henryk Gulbinowicz.

## Historia

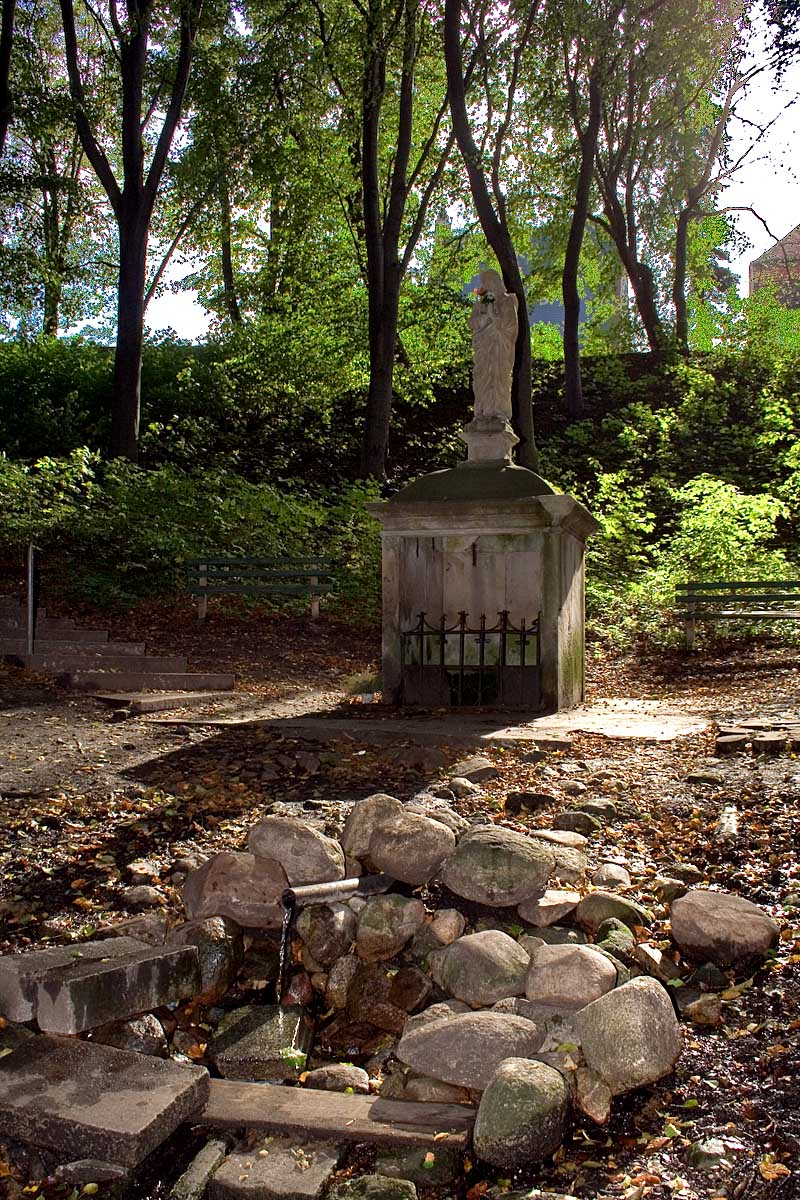
Jakubów – Źródło św. Jakuba

Według niepotwierdzonych do końca przekazów na tych terenach istniała już drewniana świątynia za panowania Mieszka I w roku 991. Fakt istnienia kościoła jest mało prawdopodobny, ponieważ opiera się wyłącznie na tradycyjnych dawnych przekazach, ale świadczy o istnieniu wspólnoty chrześcijańskiej na tych obszarach. Nieopodal wsi Jakubów znajduje się znane już od XII wieku cudowne źródełko; miejsce, do którego udają się pątnicy. Nosi ono nazwę św. Jakuba, od którego imienia przyjęła się nazwa miejscowości.
Od 1376 roku jest udokumentowane istnienie gotyckiego kościoła podległego kanonii głogowskiej. W 1571 roku (okres reformacji) kościół zostaje przejęty przez protestantów i przemieniony na zbór. Podczas wojny 30-letniej żołnierze szwedzcy zniszczyli ołtarz i zrabowali wota. Kościół katolicki na tych terenach odrodził się ponownie dopiero w połowie XIX wieku.
Biskup ordynariusz diecezji zielonogórsko-gorzowskiej Adam Dyczkowski w dniu 13 czerwca 2007 roku ustanowił w Jakubowie sanktuarium diecezjalne św. Jakuba Apostoła i powołał na kustosza ks. Stanisława Czerwińskiego.

## Relikwie
W sanktuarium znajdują się relikwie św. Jakuba Apostoła pochodzące z Rzymu.

## Wykaz przełożonych, opiekunów i proboszczów kościoła

### Przełożeni, opiekunowie kościoła
- 1260 – v. Rechenberg i v. Biberstein
- 1319 – M.v. Bresnitz
- 1500 – 1688 kolegiata i H.v. Unwurde
- 1631 – 1664 A.von. Kottwitz
- 1688 – 1700 A.von. Kanitz
- 1700 – 1701 von Nimptsch
- 1709 – 1717 v. Schellendorf
- 1717 – 1738 v. Glaubitz
- 1738 – 1743 v. Luttwitz
- 1743 – 1750 Dehmel
- 1750 – 1788 v. Bomsdorf
- 1791 – v. Gersdorf
- 1779 – L.v Bassowitz
- 1793 – hr. Hoym
- 1796 – v. Pannewitz
- 1818 – Richter
- 1862 – Satting, radca
- 1870 – Fr. Markwald
- 1875 – v. Kaiserling
- 1885 – v. Solberg
- 1890 – Bartsch
- 1892 – Hahn I v. Donnersmarck
- 1910 – 1945 A.v. Rittberg i potomni
- 1945 – dekanat Głogów

### Proboszczowie
- 1720 – 1749 J. Siebert
- 1749 – 1751 J. Baron
- 1752 – 1752 A. Brandt
- 1752 – 1767 Fr. Pfeiffer
- 1767 – 1786 Fr. Bittner
- 1786 – A. Roesner
- 1811 – 1850 F. Hummel
- 1850 – 1885 H. Goerlich
- 1885 – 1895 H. Tscheope (Czop)
- 1895 – 1902 Schneider
- 1902 – 1921 Wiktor Repetzky
- 1921 – administr. J.v. Malotki
- 1921 – 1927 K. Kinne
- 1927 – 1933 J. Hoffmann
- 1933 – administr. Kl. Pautsch
- 1934 – 1940 J. Gorlich, kronikarz
- 1940 – 1946 administr. W. Kuk
- 1946 – 1948 A. Haniewski
- 1948 – 1957 administr. Er. Bergmann
- 1957 – 1974 T. Szewczyk
- 1974 – 1980 A. Dziedzic
- 1980 – ks. Andrzej Ruta
- 1991 – ks. Józef Drozd
- 1992 – ks. Wacław Zaborowski
- 1999 – ks. Stanisław Czerwiński, od 13 czerwca 2007 roku również kustosz – Sanktuarium św. Jakuba Apostoła